# مسجد شیشه‌گری
مسجد شیشه گری مربوط به دوره قاجار است و در اصفهان، خیابان علامه مجلسی، کوچه شیشه گری، پلاک ۴۰ و ۳۴ واقع شده و این اثر در تاریخ ۲۳ شهریور ۱۳۸۲ با شمارهٔ ثبت ۱۰۲۲۵ به‌عنوان یکی از آثار ملی ایران به ثبت رسیده است.